# Gibsonkod
Gibsonkod (engelska: Gibson Code) är ett konstgjort språk som uppfanns av Manly B. Gibson i USA:s armés kustartilleri, och som ersätter ord med tal med siffrorna 0–9.